# Août 1785

## Événements
- 1er août, Brest : début des voyages de La Pérouse en Asie, en Amérique du Nord et Pacifique Ouest (fin en 1788)[1]. Les deux navires de l'expédition la Boussole et l'Astrolabe se perdront dans le Pacifique Sud. À ce jour, l'épave de l'Astrolabe n'a jamais été retrouvée.
- 15 août : le Cardinal de Rohan est arrêté à Versailles dans la Galerie des Glaces du château, sur ordre du roi Louis XVI par le Baron de Breuteuil, en habits pontificaux.  La comtesse de la Motte sera arrêtée quelques jours plus tard.
  - Affaire du collier : des escrocs parviennent à s’emparer d’un collier de 2 millions de livres en utilisant le nom de Rohan et de la reine. Le Parlement de Paris reconnaît l’innocence de la reine. Rohan est exilé. L’opinion s’émeut de la somme et de l’atmosphère de corruption et de scandales à la cour.
- 18 août : Jafar Khan profite de la défaite de son compétiteur pour quitter Chiraz et marcher sur Ispahan ; le gouverneur Bagher, libéré par Mohammad Shah, se réfugie dans la citadelle qui tombe le 26 octobre[2].
- 21 août - 18 septembre : l'escadre vénitienne de l'amiral Angelo Emo bombarde Sfax[3].
- 27 août : traité d'Elissonde fixant les limites France/Espagne dans la vallée des Aldudes[4].

## Naissances
- 2 août : Joséphine de Gallemant, peintre française († 14 juin 1836)
- 10 août : Alexandrine Delaval, peintre française († 12 février 1859)

## Décès

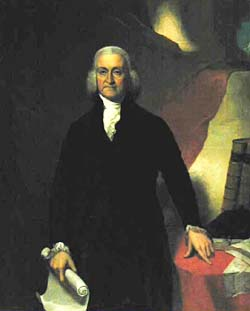
Jonathan Trumbull

- 17 août : Jonathan Trumbull, né le 12 octobre 1710, fit partie des hommes, peu nombreux, qui ont servi de gouverneur tant dans une colonie pré-révolutionnaire que dans un état post-révolutionnaire. Il fut le premier Gouverneur du Connecticut.
- 21 août : Mario Guarnacci (né en 1701), homme de lettres et archéologue et prélat italien.
- 25 août : Pierre Le Roy (né en 1717), horloger français, horloger du roi Louis XV[5].
- 31 août : Pietro Chiari, 72 ans, auteur dramatique, romancier et librettiste italien. (° 25 décembre 1712).